# Waldthausen

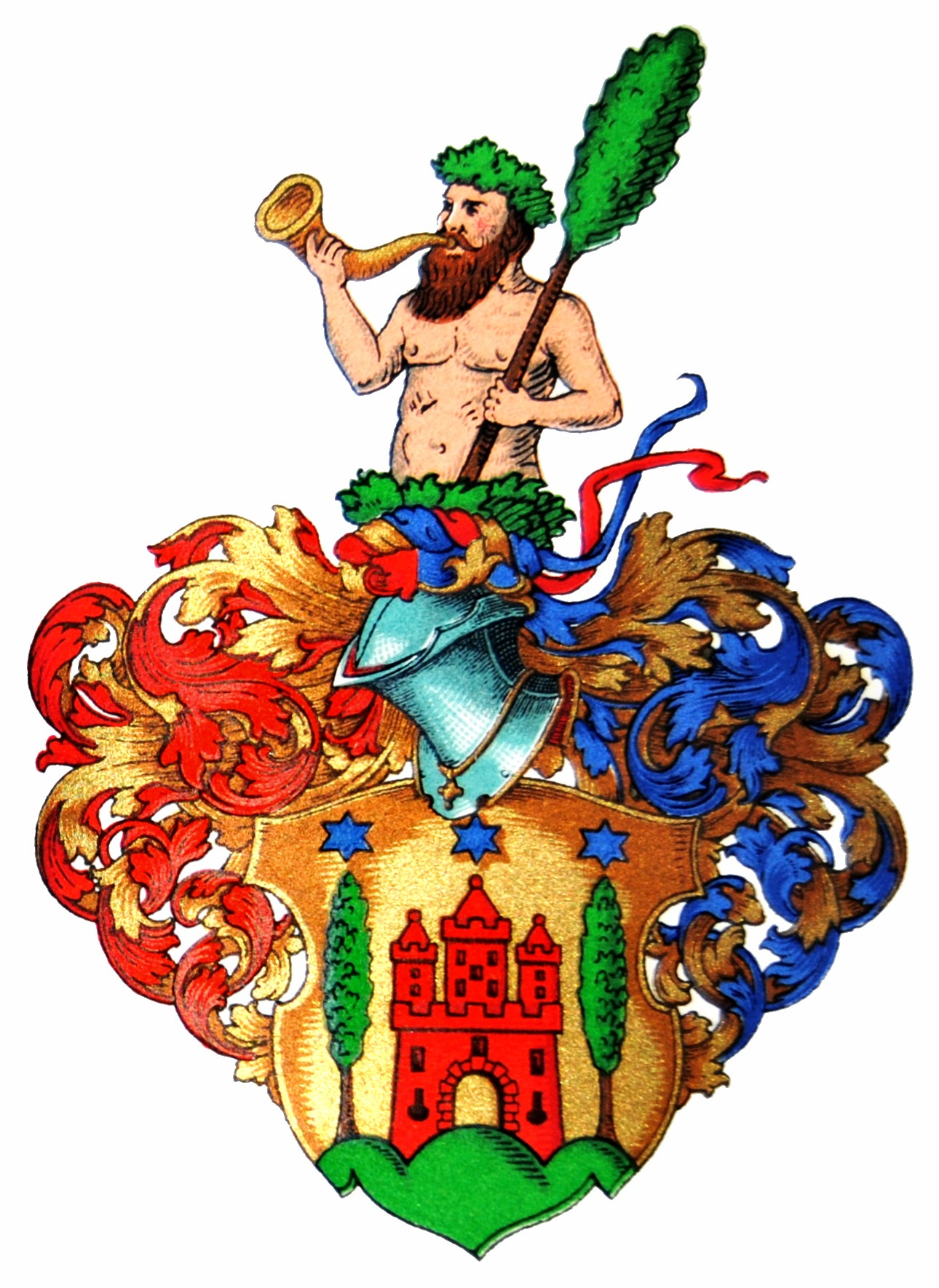
Ältestes Wappen derer von Waldthausen nach dem Adelsbrief von 1556

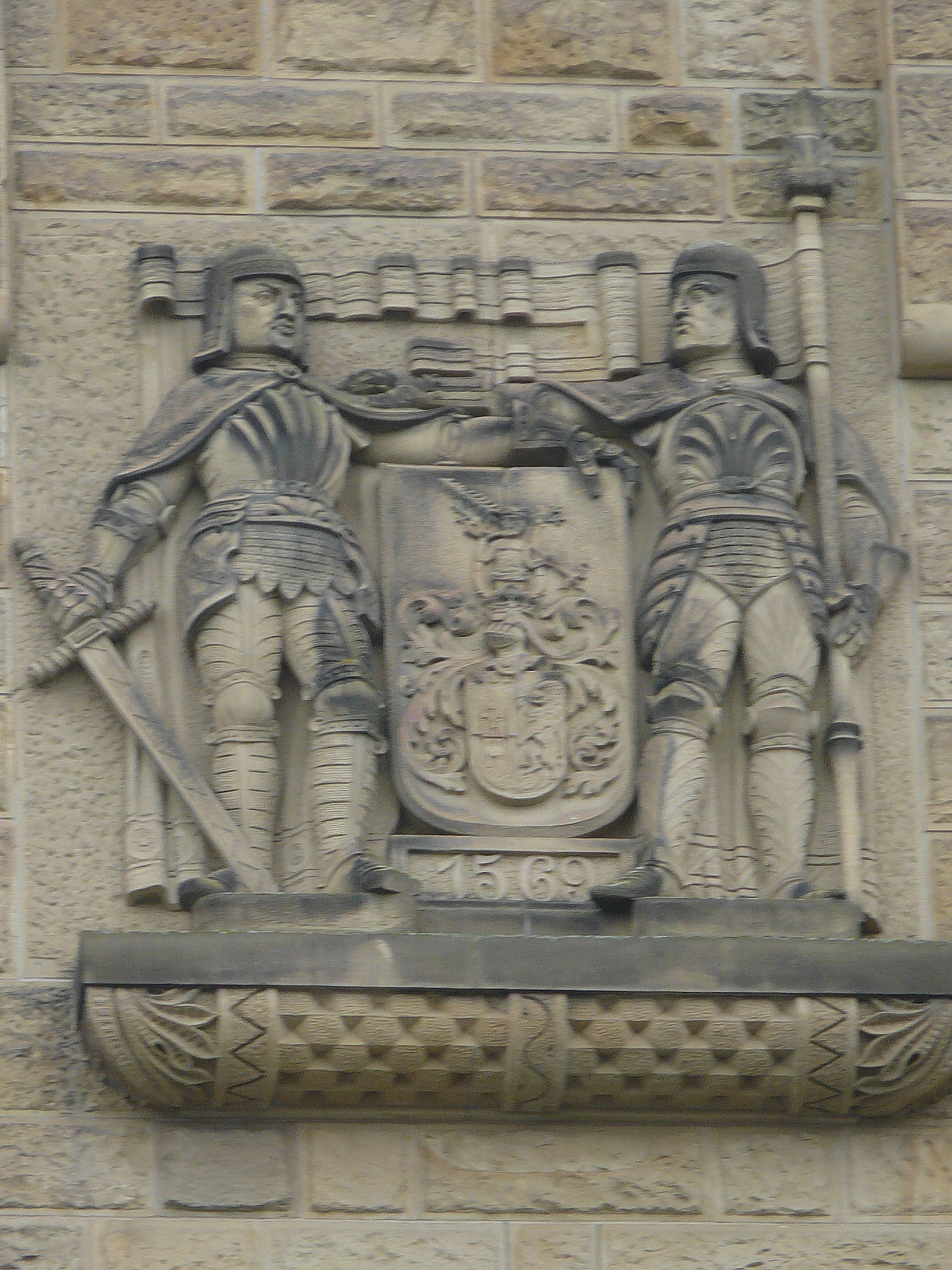
Familienwappen am Schloss Waldthausen

Waldthausen ist der Name einer Patrizier- und Industriellenfamilie, die seit Mitte des 17. Jahrhunderts, aus dem Hamelner Raum kommend, in Essen ansässig ist. Sie hatte großen Einfluss auf die Entwicklung des Wirtschaftslebens im rheinisch-westfälischen Industriegebiet. Beginnend in der Textilwirtschaft, in der Hauptsache Wollhandel, investierte man die Gewinne in Kohle und Stahl. Gleichermaßen wuchs das Engagement im Bankwesen.
Im Laufe der Jahre wuchs die Anzahl der Familienmitglieder und -zweige beträchtlich an. Obwohl man teilweise auf gleichen Gebieten tätig war, kooperierte man innerhalb der Familie stets miteinander. Welches Ansehen sich die Familie in Essen erarbeitete, kann man u. a. auch daran ablesen, dass im Jahre 1828 von 104 Mitgliedern der Gesellschaft Verein, einer Vereinigung führender Essener Bürger, allein neun aus der Familie Waldthausen stammten. Im Jahre 1913 standen sie hinter der Montanunternehmerfamilie von Stumm, aber vor den ebenfalls montanindustriellen Grafen von Hochberg bzw. dem Fürsten von Pless, Grafen von Hochberg, an Platz 11 unter den reichsten Familien des Deutschen Kaiserreichs.

## Keimzelle Wollhandel
Einer der 1569 von Kaiser Maximilian II. mitgeadelten Vettern des bereits 1556 von Kaiser Karl V. geadelten braunschweig-lüneburgischen Kanzlers Jobst von Waldthausen (1508–1592) aus Hameln, Kord Walthausen, war ein Ururgroßvater des Hamelner, später Essener Justus Walthausen. 1672 erlosch die männliche Linie des Kanzlers. Zunächst hatte nur sie den Adel geführt, nicht die übrige, wohl geringer vermögende Verwandtschaft.
Der Apotheker Justus Walthausen, adelsberechtigter Nachfahre des als Vetter des Kanzlers 1569 mitgeadelten Kord Walthausen, war Stammvater des Essener Familienzweiges. Darauf besannen sich seine Nachfahren um 1884, als Friedrich Albert Waldthausen mit 1879 begonnenen familiengeschichtlichen Forschungen die Adelsverleihung nachwies. Ein konsequenter öffentlicher Gebrauch des Adelstitels setzte in dem Essener Familienzweig erst 1887 nach und nach wieder ein, nachdem Julius Waldthausen und Bruno Waldthausen, auf ihr Gesuch vom 11. Juni 1886 von Wilhelm I. als König von Preußen unter dem 6. Januar 1887 ihre Adelsbestätigung erlangt hatten. Der weitere Agnat Oskar Waldthausen erhielt die Adelsbestätigung 1904.
Anfangs versuchte sich die Familie Waldthausen, nachdem sie 1679 mit dem Apotheker Justus Walthausen in Essen ansässig wurde, in diversen Handelsgeschäften. Es wurden Firmen gegründet, verschmolzen und wieder aufgelöst. Man versuchte es mit Kolonialwaren (Kaffee, Zucker, …), einer Färberei oder dem Handel mit Vitriolöl oder Hölzern. Mit der Zeit kristallisierte sich aber immer mehr der Schwerpunkt des Wollhandels heraus. Damit wurde das von Justus und Wilhelm gegründete Wollhandelshaus zu einem Ausgangspunkt des wirtschaftlichen Erfolges der Waldthausens. Im Jahre 1820 ging die Wollhandlung in die Essener „Wollhandlung Wilhelm & Conrad Waldthausen“ über. Die Söhne von Conrad Waldthausen, Ernst und Julius, übernahmen später das väterliche Geschäft. 1920 feierte man das 100-jährige Bestehen.
Über die geschäftlichen Abläufe der Gründungsunternehmen der rheinisch-westfälischen Industrie gibt es wenig direkte Überlieferungen. Anhand von Geschäftsunterlagen wie Kassenbüchern und Kopierbüchern mit der geschäftlichen Korrespondenz lassen sich aber die Lebensumstände und geschäftlichen Entwicklungen nachvollziehen. Für die Familie Waldthausen haben Karl Mews und Otto-Ernst Krawehl entsprechende Recherchen durchgeführt.
Um 1800 war das Tuchmacherhandwerk an der Ruhr bis hin ins Bergisches Land weit verbreitet. Den Bedarf an Wolle deckten die Wollhändler. Sie kauften die Wolle, so wie sie nach dem Scheren der Schafe anfiel, in den Hochburgen der Schafzucht. In der damaligen Zeit waren das Schlesien und Sachsen. Die Wollhändler reisten mit Postkutschen in wochenlangen Reisen zu den Wollmärkten. Spediteure transportierten anschließend die Ballen zu den Lagern der Wollhändler. Aufgrund der beschwerlichen Anreise fand eine solche Einkaufsreise in der Regel nur einmal im Jahr statt. Nachdem die Lager gefüllt waren, gingen die Wollhändler wieder auf Reisen, diesmal zur Akquisition bei ihren Kunden, den Tuchmachern. Einer der Hauptkunden von Conrad Waldthausen war die Tuchfabrik Scheidt in Essen-Kettwig.
Die wirtschaftliche Lage war in der damaligen Zeit nicht einfach. Einen guten Teil ihrer Zeit mussten die Wollhändler mit dem Eintreiben ihrer Außenstände verbringen. Erschwerend kam hinzu, dass es keine einheitliche Währung gab. So erhielten die Wollhändler für ihre Ware Taler, Brabanter, französische Kronen, Dukaten und viele Währungsarten mehr. Aber auch mit Wechseln oder Naturalien wurde bezahlt. Letzteres führte dazu, dass die Wollhändler auch einen Tuchhandel betreiben mussten. Das Zahlungsziel lag häufig bei zwölf Monaten. Wer sofort bezahlte, erhielt sechs Prozent Skonto.
Das Geld wiederum musste angelegt werden, damit der Wert der Einnahmen bis zur Einkaufreise gesteigert werden konnte. Daraus folgten viele Bankbeziehungen. Für Spareinlagen waren damals Zinssätze von drei bis vier Prozent üblich. Es lag in der Natur der Sache, dass die Waldthausens sich aufgrund des höheren Profits auch selbst mit der Investition der Gelder beschäftigten. Sie verliehen Gelder an die finanzbedürftigen Pioniere der wachsenden Industrie (Krupp, Stinnes, …). Auf diese Weise entstanden im Laufe der Zeit mehrere Bankhäuser der Waldthausens.
Diese Mischung aus verschiedenen Geschäften brachte in diesen ansonsten unruhigen Zeiten Stabilität in die Unternehmen. Sie war gleichzeitig einer der Gründe für den außerordentlichen wirtschaftlichen Erfolg der Familie Waldthausen.

## Immobilien und Grundbesitz
Essen
Das Ruhr Museum ist mit einer über 100-jährigen Geschichte eines der ältesten Museen im Ruhrgebiet. Als es für das Museum im ehemaligen Ledigenheim der Firma Krupp am Bahnhof Essen West zu eng wurde, entschied man sich die ortsgeschichtlichen Sammlungen auszugliedern. Die Stadt Essen erwarb im Jahre 1936 vom Bankier Albert von Waldthausen die „Waldthausen Villa“, die sich im südlichen Bereich des noch existierenden Waldthausenparks befand. Die Nationalsozialisten gründeten 1937 in der Villa zwecks Ausstellung der Sammlung das Haus Heimat. Mit der Zerstörung der Villa im Zweiten Weltkrieg gingen die historischen Bestände zum größten Teil verloren.
Bis zum Zweiten Weltkrieg hatte die Familie Waldthausen am Stadtgarten an der Brunnenstraße einen Firmensitz. Nach dem Krieg verkaufte sie das rund 100 Jahre zuvor errichtete Gebäude an die Stadt Essen. Zunächst richtete die Stadt dort eine kleine Druckerei ein. Auf Adressiermaschinen bedruckte man Lohnsteuerkarten und Wahlbenachrichtigungen. Ab 1982 nutzte die Folkwang-Musikschule das zentral gelegene Haus. Nachdem die Musikschule 2003 in größere Räumlichkeiten in die Weststadthallen umgezogen war, bezog nach einer Umbauphase im April 2007 die Verwaltungs-GmbH des Initiativkreises Ruhrgebiet im jetzt Alfred-Herrhausen-Haus benannten Gebäude ihr Quartier.
In Essen-Bredeney ließ Fritz von Waldthausen 1922 am Markuspfad von dem Architekten Oskar Kunhenn eine großzügige Villa bauen. Umgeben von einer Einfriedungsmauer steht das nahezu quadratische Gebäude auf einem rund 3.000 m² großen Grundstück. Die zweigeschossige Villa ist als Baudenkmal geschützt. Dort wohnte für einige Jahre auch Marianne, die Tochter seiner Adoptivtochter Asta von Kretschmann, mit ihrem Ehemann Richard von Weizsäcker, der von 1958 bis 1962 persönlich haftender Gesellschafter der von Fritz und Ernst von Waldthausen gegründeten Privatbank Waldthausen & Co. war.
Im Jahre 1950 fand die Gesellschaft Verein in einer ehemaligen Waldthausen Villa an der Hohenzollernstraße 40 ihr neues Quartier. Zunächst zur Miete, wurde das Gebäude 1959 von der „Aktiengesellschaft Bürgerheim“ gekauft. In dem Clubhaus treffen sich heute rund 170 Mitglieder, zumeist Banker, Unternehmer und Mediziner. Für das leibliche Wohl sorgt eine hauseigene Gastronomie.

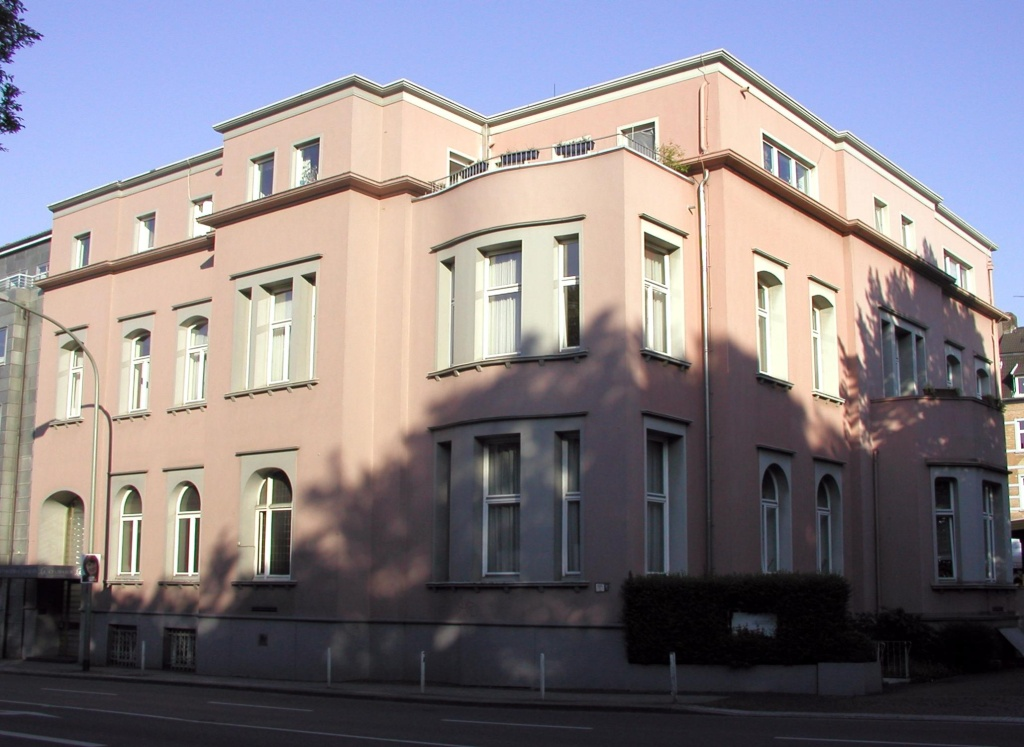
Ehemalige Villa Waldthausen an der Hohenzollernstraße
Der Waldthausenpark
Ehemaliger Firmensitz
Fritz-von-Waldthausen-Villa

Landsitze
Julius von Waldthausen (1858–1935) erwarb das Schloss Bassenheim bei Koblenz, es wird heute von seinem Urenkel Karl von Waldthausen-Osten und seiner Familie bewohnt. Martin Wilhelm von Waldthausen (1875–1928) ließ 1908–10 das Schloss Waldthausen bei Mainz erbauen (1941 verkauft). Bruno von Waldthausen erwarb Anfang des 20. Jahrhunderts die drei Schlösser in Gersfeld (Rhön) und ließ sich dort 1907 eine neue Jugendstil-Villa in den Park bauen; diese Immobilien und das zugehörige Waldgut befinden sich noch im Familienbesitz.

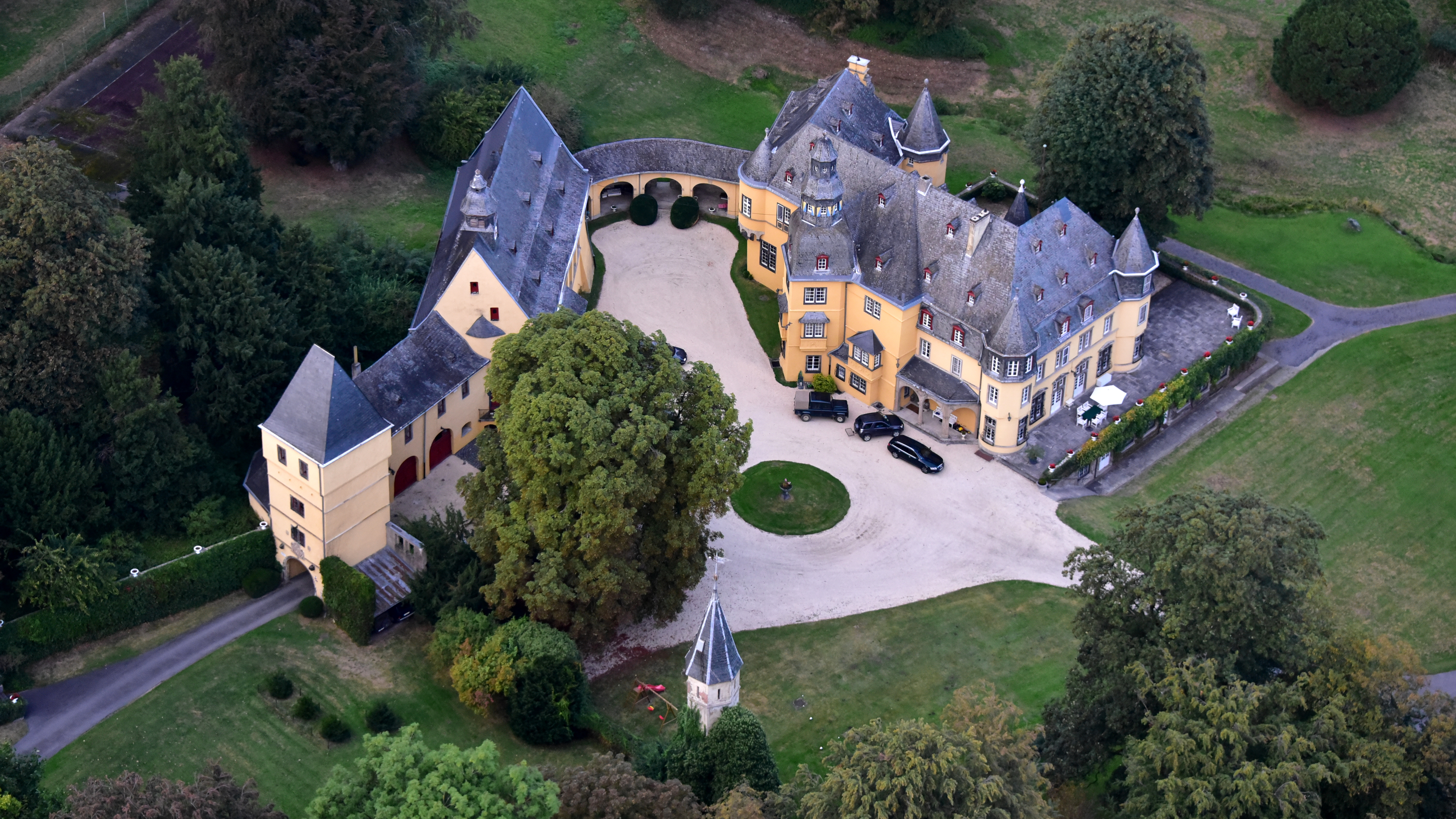
Schloss Bassenheim
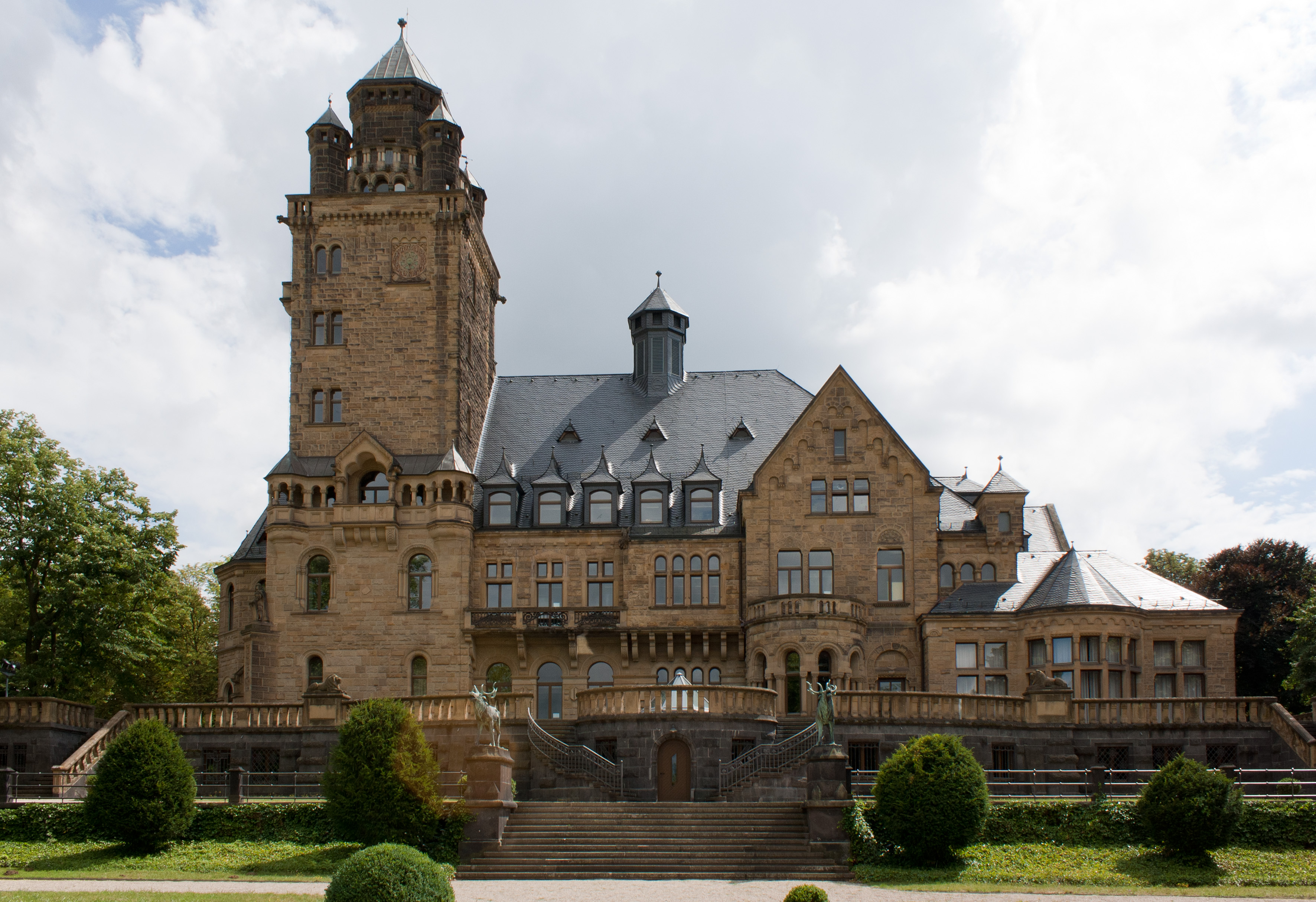
Schloss Waldthausen
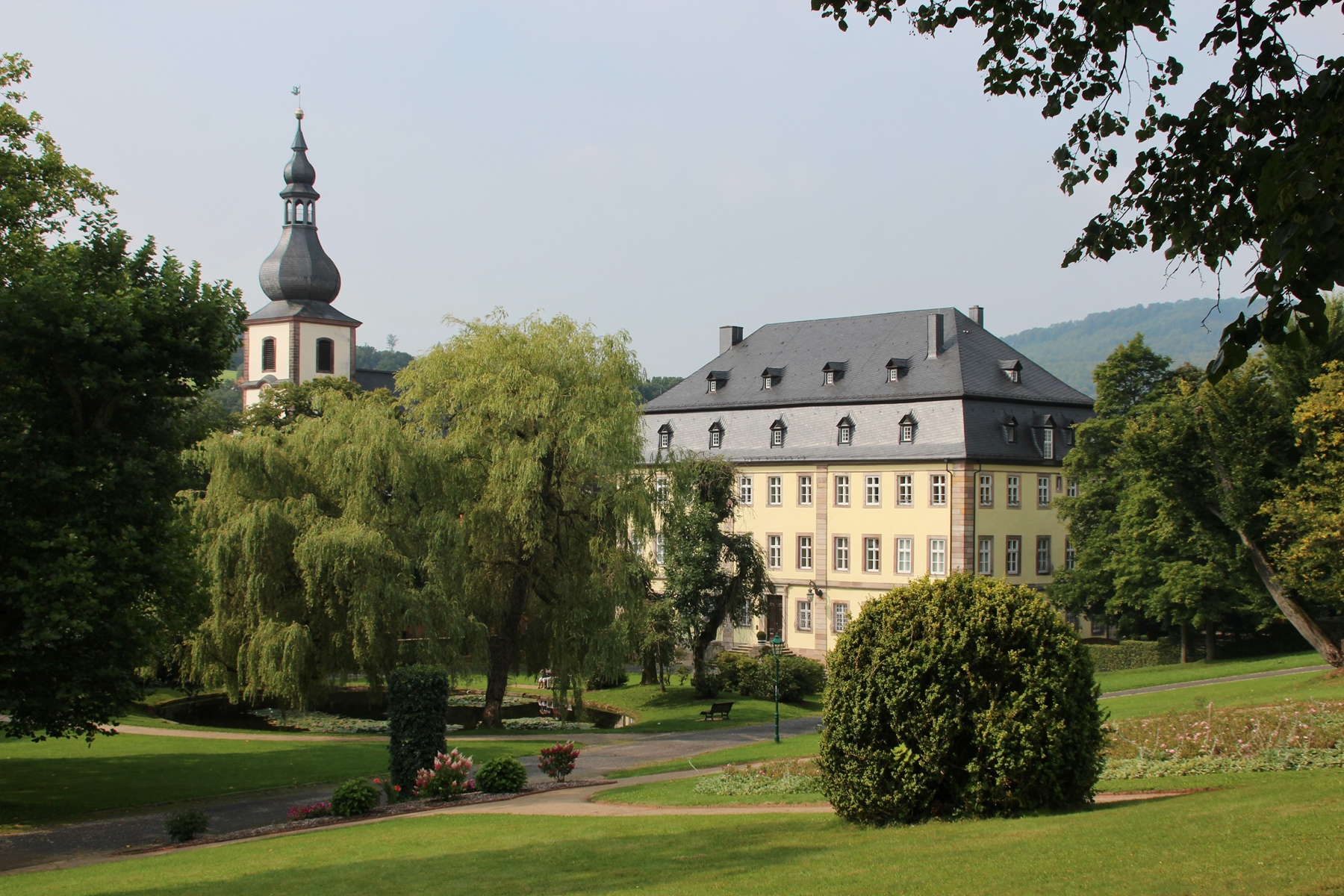
Schloss Gersfeld (Rhön)

## Soziales Engagement
Über die geschäftlichen Erfolge hat die Familie Waldthausen nie aus den Augen verloren, dass die Basis für ihren Handel in einem guten Umfeld begründet ist. So hat man sich stets in der Verantwortung für eine positive Entwicklung der Stadt Essen gesehen.
- 1852 wurde ein Verein gegründet, mit dem Ziel in Essen ein Theater zu bauen. Zu den Gründungsmitgliedern dieser Initiative gehörten Alfred Krupp und Friedrich Waldthausen.
- Nach dem Tod Kaiser Wilhelms I. kam der Wunsch auf, ihm in Essen ein Denkmal zu setzen. Fast 13.000 Bürger folgten 1888 dem Spendenaufruf und trugen 77.296 Reichsmark zusammen. Die größten Einzelspender hießen Krupp und Waldthausen, die je 20.000 Reichsmark beisteuerten. Nachdem der Rat der Stadt Essen weitere 100.000 Reichsmark bewilligte, konnte die Bronzeskulptur des zu Pferde sitzender Kaisers Wilhelm im Jahre 1898 enthüllt werden.
- Im Jahre 1890 wurde der Historische Verein für Stadt und Stift Essen gegründet. Einer der Mitbegründer war Albert von Waldthausen. 1906 stiftete er 30.000 DM, um den nebenamtlich tätigen Stadtarchivar Konrad Ribbeck für drei Jahre vom Schuldienst freistellen zu lassen. Auf einer wissenschaftlichen Grundlage sollte er die „Geschichte der Stadt Essen“ aufarbeiten.
- Im Jahre 1902 ermöglichte eine Spende der Waldthausen die Gründung der zentralen Stadtbibliothek. In einem Geschäftshaus an der Kettwiger Straße 8 wurde die „Städtische Bücherhalle“ mit einem Bestand von 4.000 Büchern eröffnet. Die Büchersammlung wuchs schnell, so dass schon bald ein Umzug in ein größeres Domizil an der Hindenburgstraße notwendig wurde. Auch dort wurde der Raum bald knapp. Julius von Waldthausen stellte daraufhin an der Chausseestraße ein Gebäude zur Verfügung und übernahm auch die Kosten für den Umbau.
- Im Oktober 2004 wurde das 150-jährige Jubiläum des Krankenhauses Huyssens-Stiftung gefeiert. Neben Krupp und Baedeker engagierte sich auch die Familie von Waldthausen finanziell für das Krankenhaus.

Heute gibt es in Essen zwei Stiftungen mit Beteiligung der Familie Waldthausen:
- Eugen-und-Agnes-von-Waldthausen-Platzhoff-Museums-Stiftung (Stiftungsziel: Förderung des Kunstsinns)
- Julius-von-Waldthausen-Stiftung (Stiftungsziel: Förderung von medizinischen Hilfsberufen)

## Wappen
Die im 16. Jahrhundert anlässlich verschiedener Nobilitierungen bzw. hoheitlicher Adelsbestätigungen verliehenen Wappen waren einer gewisser Varietät unterworfen, auch wenn sich alle ähneln.
- Das älteste Wappen von 1556 zeigt in Gold auf grünem Dreiberg ein gezinntes rotes Haus mit drei spitzen Türmen, beseitet von zwei naturfarbenen Bäumen und balkenweise überhöht von drei blauen Sternen. Auf dem Helm mit rechts rot-goldenen, links blau-goldenen Decken ein wachsender, um Haupt und Lenden laubumkränzter wilder Mann, mit der Rechten ein goldenes Horn zum Blasen ansetzend, mit der Linken einen entwurzelten naturfarbenen Baum haltend.
- Das Wappen von 1569, das 1887, 1890, 1900, 1901, 1902, 1903, 1904, 1906, 1908, 1909 und 1918 in den Adelsbriefen verwendet wurde, ist gespalten: rechts wie 1556, jedoch zwei Tannen anstelle der Laubbäume; links in Blau auf goldenem Dreiberg ein goldener Löwe, eine naturfarbene Tanne haltend. Auf dem Helm mit rechts rot-goldenen, links blau-goldenen Decken der wachsende Mann wie 1556 zwischen zwei an den Mündungen mit Tannenreisig bestücken Büffelhörnern, das rechte von Rot und Gold, das linke von Gold und Blau geteilt.

- Das Wappen von 1570, gemäß kaiserlicher Änderung zu Prag, wurde für das Gesamtgeschlecht verbindlich festgelegt durch Familienbeschluss 1939, was im selben Jahr mit einer adelsrechtlichen Nichtbeanstandung durch Beschluss der Abteilung für adelsrechtliche Fragen des Deutschen Adelsrechtsausschusses bestätigt wurde: Es zeigt in von Blau und Gold gespaltenen Schild auf grünem Dreiberg ein gezinntes rotes Haus mit drei spitzen Türmen (der mittlere höher); gegen das Haus anspringend rechts ein goldener und links ein blauer Löwe, das ganze balkenweise überhöht von drei Sternen verwechselter Farbe. Helm wie 1569.[4]

Historische Wappenbilder

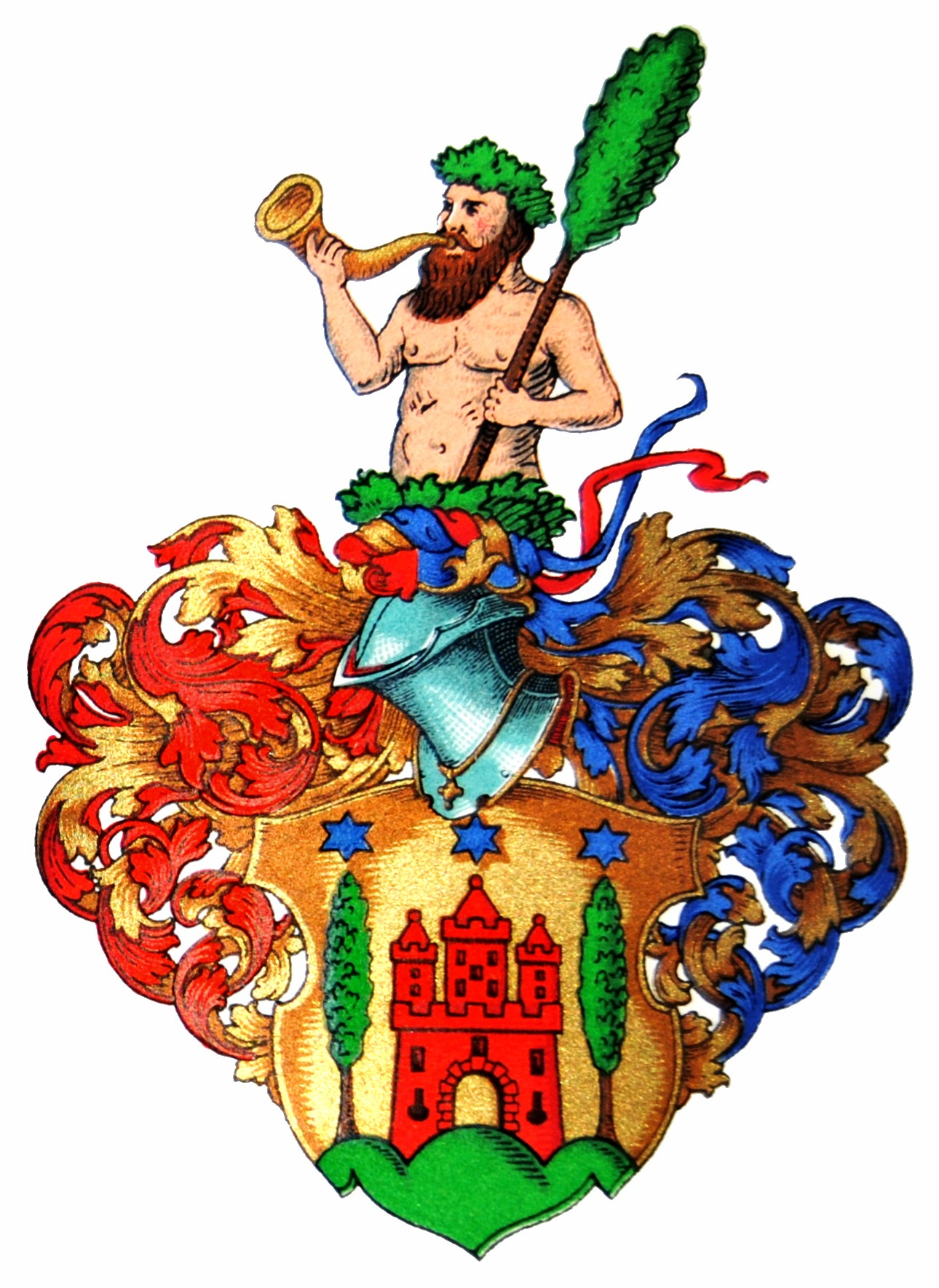
Wappen nach dem Adelsbrief von 1556
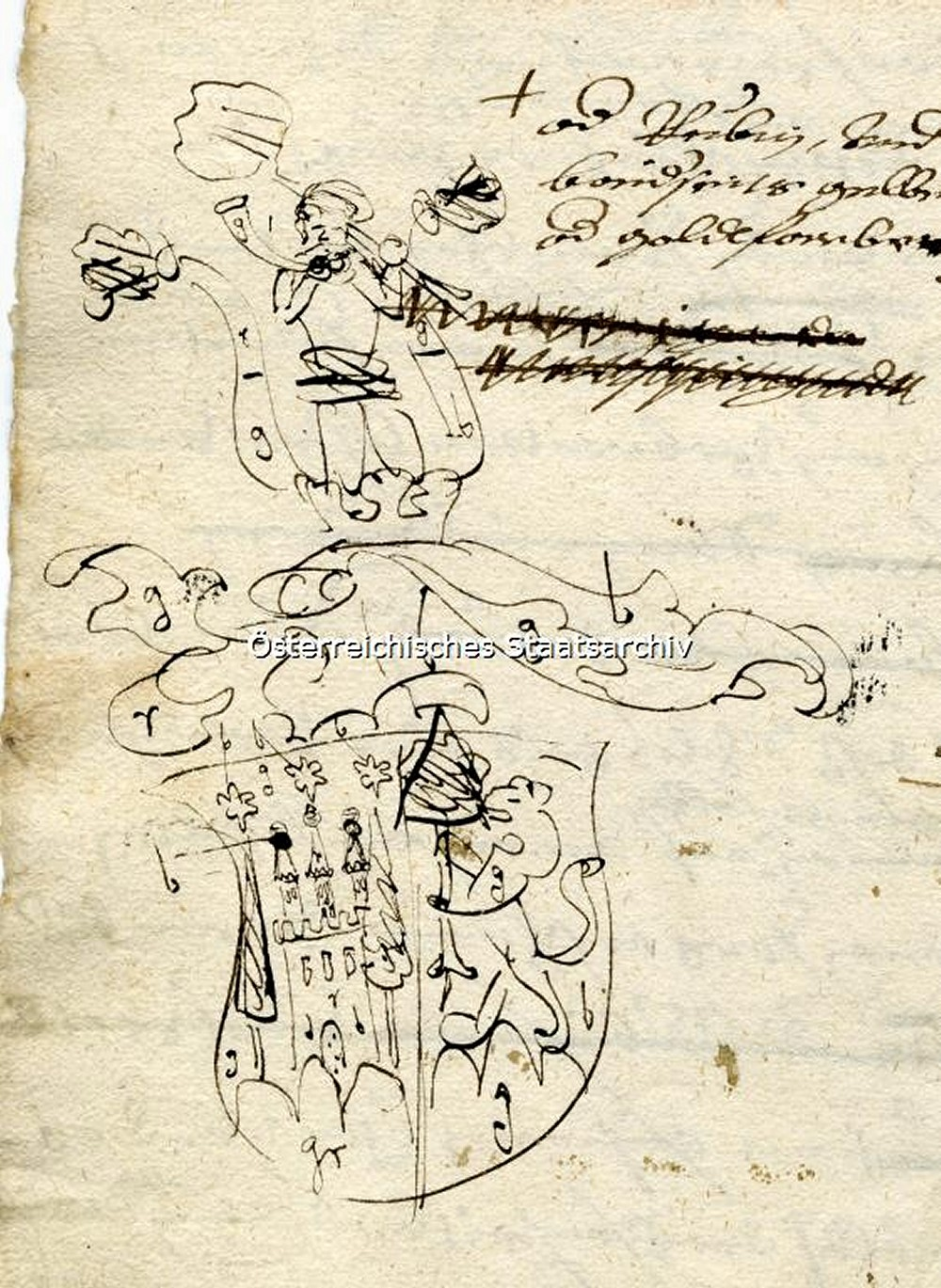
Wappenbesserung mit Bestätigung des von Karl V. verliehenen rittermäßigen Adelsstandes für JUDr. Jodok (Jobst) von Walthausen von 1569
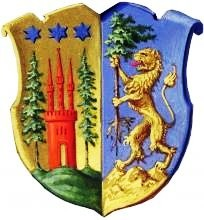
Wappenschild nach dem Entwurf von 1569
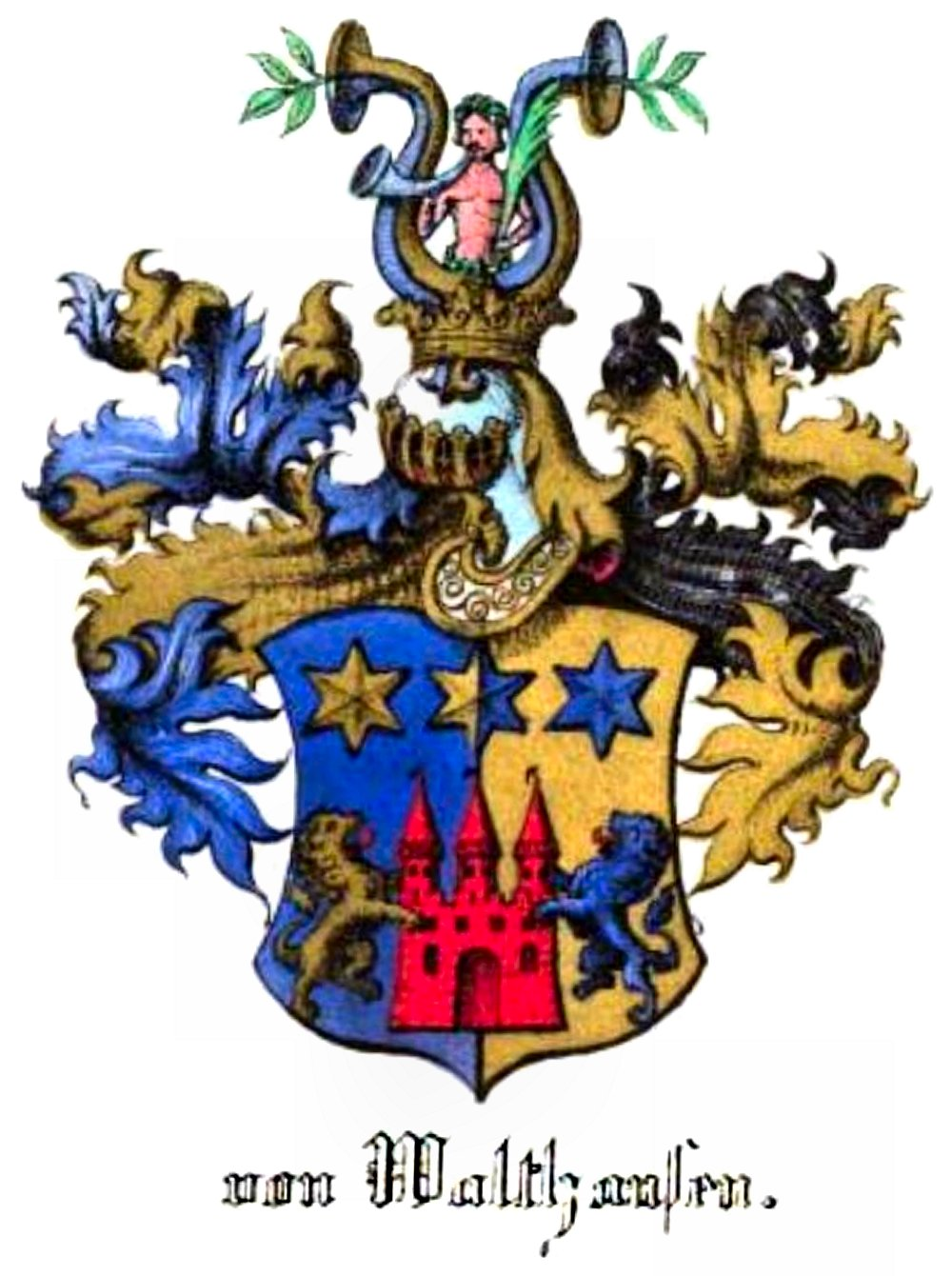
Abbildung von 1852
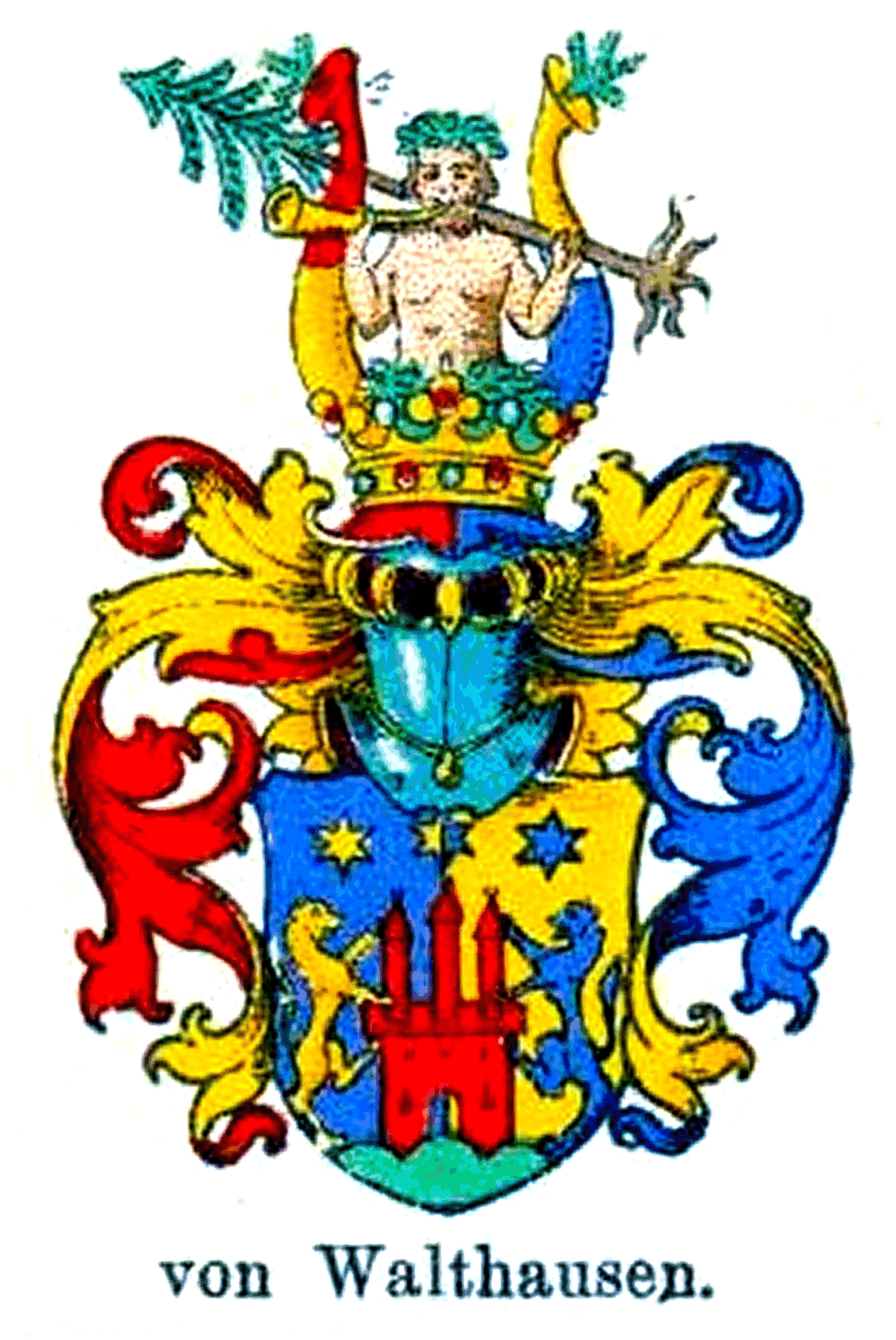
Heute gültiges Wappen, gemäß der kaiserlichen Änderung 1570 und dem Familienbeschluss von 1939

## Bekannte Familienmitglieder
- Albert von Waldthausen (1834–1924), Bankier, Stadthistoriker
- August von Waldthausen (1862–1952), Kommerzienrat und im Aufsichtsrat der Deutschen Maschinenfabrik AG, Duisburg
- Bruno von Waldthausen (1862–1926), Jurist, Unternehmer und Abgeordneter
- Ernst von Waldthausen (1811–1883), Kaufmann, Stadtverordneter, Kommerzienrat
- Eugen von Waldthausen (1855–1941), Kaufmann, Stadtverordneter
- Fritz von Waldthausen (1887–1957), Bankier
- Gottfried-Heinrich von Waldthausen (1875–1954), Bergassessor, Ehemann von Magdalene von Waldthausen
- Heinrich von Waldthausen (1846–1904), Unternehmer, Politiker, Kommerzienrat
- Herbert Waldthausen (1911–1977), Kaufmann, Bankier, britischer Konsul, Inhaber der Firma Lohmann & Co., Bremen
- Horst von Waldthausen (1907–1933), Autorennfahrer
- Hugo Wilhelm von Waldthausen (1853–1931), Kommerzienrat, Fabrikbesitzer
- Johann Gottfried Wilhelm Waldthausen (1765–1844), Bergbaubetreiber, Senator
- Julius von Waldthausen (1858–1935), deutscher Diplomat
- Magdalene von Waldthausen (1886–1972), deutsche evangelische Frauenhelferin und Politikerin (CDU), MdL
- Martin Wilhelm von Waldthausen (1875–1928), Erbauer von Schloss Waldthausen
- Martin Wilhelm Waldthausen (1795–1870), Kaufmann und Politiker
- Oscar von Waldthausen (1854–1906), Gewerke und Kommerzienrat
- Paul von Waldthausen (1897–1965), Unternehmer, Maler, Fotograf und Innenarchitekt
- Wilhelm von Waldthausen (1873–1946), Jurist, Bankier und DNVP-Politiker
- Kurt Gerhard Waldthausen (* 1949), Honorarkonsul a. D., Unternehmer, Träger des Bundesverdienstkreuzes am Bande, Charlotte, NC (USA)

## Letzte Ruhestätten

Eines der Grabmale der Familie Waldthausen auf dem Friedhof Bredeney

Ursprünglich fanden die meisten Mitglieder der Familie Waldthausen ihre letzte Ruhestätte auf dem Friedhof am Kettwiger Tor in der Nähe des Hauptbahnhofs. Dieser Friedhof musste 1955 anlässlich des Ausbaus des Ruhrschnellweges weichen. Der überwiegende Anteil der Gräber der Familie Waldthausen wurde auf den Friedhof Bredeney an der Westerwaldstraße in einer langen Reihe im Feld 22 verlegt. Einige wenige Gräber kamen auf den Ostfriedhof an der Saarbrücker Straße. Dort sind die Gräber der Familie Waldthausen im Feld 5 und 6 zu finden.

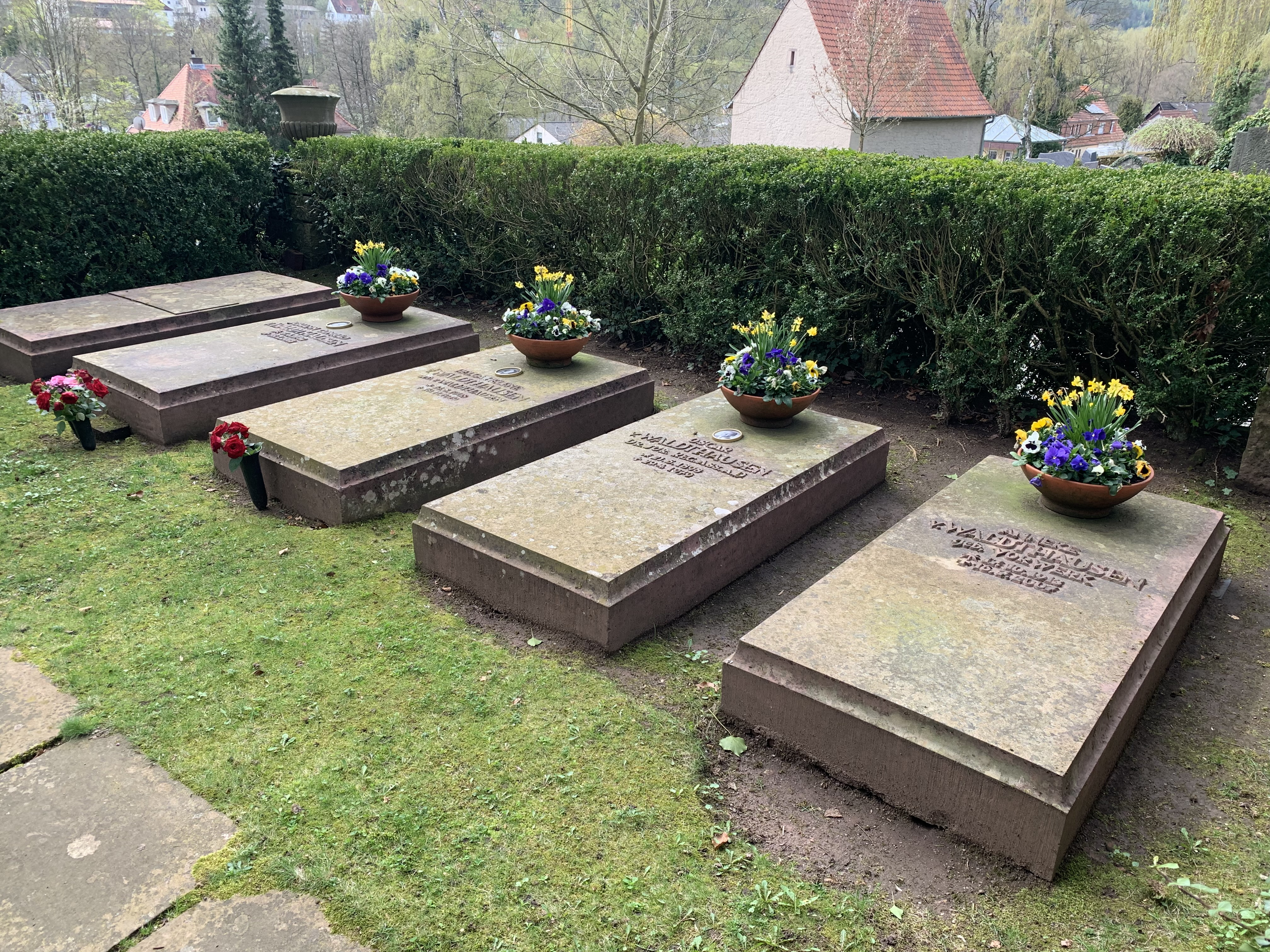
Familiengrabstätte von Waldthausen auf dem Friedhof von Gersfeld

Eine weitere Familiengrabstätte befindet sich auf dem Friedhof von Gersfeld.